# Real Book (libro)
El Real Book es una recopilación de partituras de estándares de jazz hecha por los estudiantes del Berklee College of Music durante la década de 1970. Desde su primera e ilegal edición han ido apareciendo más en las que se han ido añadiendo nuevos temas. Actualmente está considerado como uno de los principales vehículos de transmisión del jazz y como un libro indispensable para cualquier estudiante o músico de jazz. 

## Historia del Real Book "original"
El Real Book original está formado por una serie de partituras manuscritas, ordenadas por orden alfabético, en las que se muestra la melodía de cada tema en clave de sol acompañada del cifrado armónico. Ocasionalmente aparece la línea del bajo. Aparecen también el autor del tema así como otras versiones del mismo y el tempo al que se debe interpretar (fast, ballad, swing...)
No se sabe con certeza cómo surgió el Real Book, más allá de que fue en Berklee durante los años setenta. Se rumorea que fueron el bajista Steve Swallow y el pianista Paul Bley los principales autores de las partituras, pero no es más que un mito. Las composiciones de Swallow, Bley y otros de sus compañeros como Chick Corea o Pat Metheny están muy presentes en el Real Book junto a estándares y composiciones clásicas de jazz ya que estas eran las que acostumbraban a tocar los músicos de jazz a principios de los setenta cuando se hizo el libro. También se especula con que el compositor Stu Balcomb estuvo involucrado. La transcripción (a mano) de las partituras, se dice, es obra del propio Swallow. Además él mismo tituló a un álbum “The Real Book” en 1994 en honor al famoso libro.
Solo la primera edición es considerada la original. A esta le siguieron otras dos aun en los setenta, una segunda que se caracteriza por una escritura muy tosca y una tercera hecha a máquina.
Las transcripciones de las partituras del Real Book estaban hechas sin ningún tipo de licencia, por lo que los autores no cobraban los derechos de autor de los temas que aparecían en el libro. Fue por ello un libro ilegal y se vendía clandestinamente en las tiendas de música locales y a menudo a escondidas. 
En cuanto al nombre de Real Book se especula que puede ser un juego de palabras con el nombre “fake book” que se le daba en la época a este tipo de libros, aunque también se dice puede tener que ver con el alternativo periódico semanal de Boston The Real Paper.
La gran repercusión del Real Book en el mundo del jazz se aprecia en las numerosas veces que este es citado en artículos o por los propios músicos de jazz. El número de abril de la revista Esquire, en su sección Man At His Best, escrita por Mark Roman, en un artículo titulado Clef Notes dice: “No conozco ningún músico de jazz que no haya tenido, tomado prestado o fotocopiado páginas del Real Book en algún momento de su carrera”. En abril de 1994 el diario The New York Times en su artículo Flying Below the Radars of Copyright el guitarrista neoyorquino Bill Wurtzel afirma: “Todo el mundo tenía uno, pero nadie sabía de donde venía.” El propio bibliotecario de Berklee John Voigt dijo: “El Real Book apareció en 1971. Hasta ese momento el material disponible en formato impreso era una mierda.”

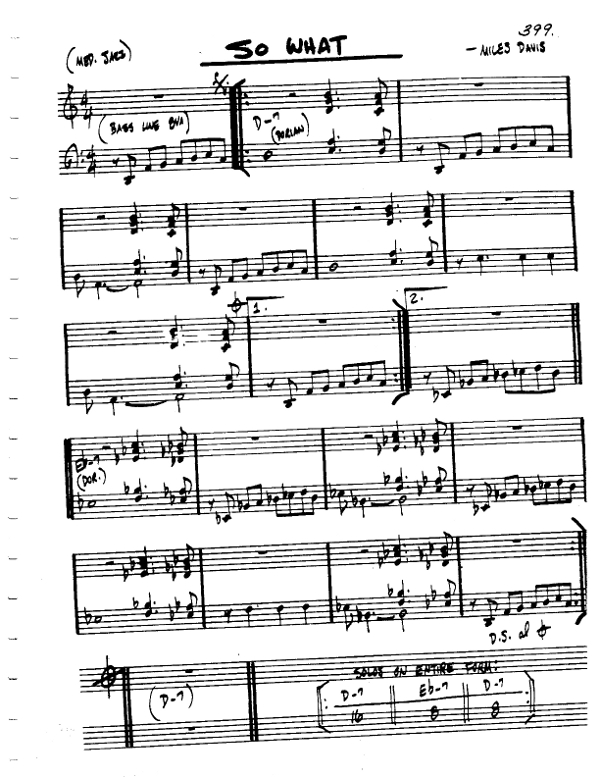
Otro: So What, de Miles Davis

## Historia del Real Book "nuevo"
En el año 2005, el editor de música más importante a nivel mundial, Hal Leonard obtuvo los derechos de gran parte de las partituras que contenía el Real Book original y publicó la primera edición legal de este llamándola The Real Book Sixth Edition en reconocimiento a las cinco anteriores a pesar de su ilegalidad. La portada y la encuadernación fueron idénticas a la original y usó una fuente muy similar a la manuscrita de este aunque más legible. Otras de las mejoras respecto a las ediciones previas fueron la corrección de los errores de edición y, obviamente, los autores de los temas cobraron por el uso y divulgación de su música. Inicialmente este libro fue más barato que el que se solía pagar por las ediciones ilegales, con la intención de acabar con este negocio clandestino. A pesar de ello en julio del año 2006 el precio se incrementó. Tras esta el propio Hal Leonard ha sacado otras ediciones en las que se han ido añadiendo más partituras y corrigiendo aspectos de la edición. Además ha publicado otros libros según algunos géneros y algunos autores como The Real Rock Book, The Real Blues Book, The Real Dixieland Book, The Real Bluegrass Book, The Real Bud Powell Book, The Real Duke Ellington Book y The Real Christmas Book. Todos ellos con el mismo formato que el original.
Otras editoriales han publicado libros basándose en Real Book entre los que destaca The AB Real Book, The Colorado Real Book o The Latin Real Book.
La última gran evolución ha sido el Real Book Software que contiene las cuatro transposiciones: do, mi♭, si♭ y en clave de fa para el bajo. Este software permite a los músicos encontrar las partituras buscando por artista, título de canción, género musical, tonalidad o tempo.